# Cidaphus
Cidaphus is een geslacht van insecten uit de orde vliesvleugeligen (Hymenoptera) en de familie Ichneumonidae.

## Soorten
- C. aeruginosus Dasch, 1974
- C. alarius (Gravenhorst, 1829)
- C. angulatus Dasch, 1974
- C. areolatus (Boie, 1850)
- C. atricilla (Haliday, 1838)
- C. atricillus (Haliday, 1839)
- C. australis Cushman, 1924
- C. barbaricus (Morley, 1913)
- C. crassus (Seyrig, 1935)
- C. glabrosus Parrott, 1955
- C. indianensis Lee, 1991
- C. koreensis Lee, 1991
- C. longicornis (Benoit, 1955)
- C. nigeriensis Lee, 1991
- C. occidentalis Cushman, 1924
- C. paniscoides (Ashmead, 1892)
- C. peruensis Dasch, 1974
- C. rostratus Dasch, 1974
- C. sinuosus Dasch, 1971
- C. torulus Dasch, 1974
- C. tuomurensis Wang, 1985